# Стрелковский, Егор Викторович
Егор Викторович Стрелковский (бел. Ягор Віктаравіч Стралкоўскі; род. 6 марта 2002, Минск) — белорусский футболист, защитник.

## Клубная карьера

### «Энергетик-БГУ»
Воспитанник «РЦОР-БГУ». Занимался футболом в минском «Луче». В 2020 году начал выступать за дубль «Энергетика». В 2021 году перешёл в солигорский «Шахтёр», однако остался на правах аренды в «Энергетике-БГУ». Дебютировал за клуб в Высшей Лиге 22 мая 2021 года против «Слуцка». С сентября 2021 года начал получать постоянную игровую практику в основной команде. По итогу сезона 2021 команда заняла 13 место и волевая победа над «Ислочью» (4:0) спасла «Энергетик-БГУ» от вылета в стыковые матчи. В декабре 2021 года клуб продлил аренду игрока ещё на сезон. Весь сезон 2022 года футболист пропустил из-за травмы. В январе 2023 года по окончании срока аренды покинул «Энергетик-БГУ».

### «Шахтёр» Петриков
В марте 2023 года футболист присоединился к фарм-клубу солигорского клуба петриковскому «Шахтёру». Дебютировал за клуб 28 мая 2023 года в матче против «Осиповичей», выйдя на поле в стартовом составе.

## Международная карьера
В 2021 году был вызван в молодёжную сборную Беларуси. 29 марта 2021 года дебютировал за сборную в товарищеском матче против Грузии.